# Heleobops
Heleobops is een geslacht van weekdieren uit de klasse van de Gastropoda (slakken).

## Soorten
- Heleobops carrikeri Davis & McKee, 1989
- Heleobops docimus F. G. Thompson, 1968